# Taman Negara
Taman Negara – park narodowy utworzony na Półwyspie Malajskim (wówczas pod panowaniem brytyjskim) w latach 1938/1939 jako Park Narodowy Króla Jerzego V, upamiętniający srebrny jubileusz panowania Jerzego V. Po zdobyciu przez Malezję niepodległości został przemianowany na Taman Negara, co w tłumaczeniu z malajskiego oznacza „park narodowy”. Taman Negara zajmuje obszar 4343 km². W 2014 roku został wpisany na Listę informacyjną światowego dziedzictwa UNESCO.

## Geografia
Taman Negara położony jest w kontynentalnej części Malezji na terenie trzech stanów: Pahang, Kelantan i Terengganu. Od zachodu do wschodu teren parku przecina łańcuch górski Titiwangsa. Południowa część parku bogata jest w rzeki i strumienie przecinające lasy deszczowe.